# Affluenza
Affluenza est un terme utilisé par les critiques du consumérisme. C'est un néologisme formé de la contraction des mots affluence et influenza.
Deux sources donnent une définition :
affluenza, n. une douloureuse maladie contagieuse, transmise par la société et dont les signes sont un sentiment de remplissage, le doute, l'anxiété et le dégoût qui résulte de l'idéologie du « toujours-plus ».(de Graaf, 2002)[source insuffisante]
affluenza, n. 1. Le sentiment tortueux d'insatisfaction qui résulte des efforts pour continuer la compétition avec ses contemporains. 2. Une épidémie de stress, de travail supplémentaire, de déchets et d'endettement, causée par la poursuite du Rêve Américain. 3. Une addiction maladive pour la croissance économique.(PBS)[source insuffisante]
Selon le livre Affluenza (2005) de Clive Hamilton et Richard Denniss, le terme fut popularisé aux États-Unis par un documentaire du même nom en 1997.

## Par pays

### Australie
Le livre de Hamilton et Denniss pose la question : « Si l'économie va si bien, pourquoi ne devenons-nous pas plus heureux ? » Les auteurs remarquent que le PNB a doublé entre 1980 et 2005, mais note qu'« il est maintenant bien établi qu'après avoir atteint un certain seuil, les augmentations supplémentaires de revenus n'augmentent pas le bonheur de la nation ».
La conclusion du livre est : « Depuis le début des années 1990, l'Australie a contracté l'affluenza, cette préoccupation pour l'argent et les choses matérielles est devenue envahissante et nuisible pour la santé. Cette maladie se renforce au niveau individuel et niveau social et tend à contraindre les personnes à définir leur identité et leur place dans le monde, à travers le niveau de consommation » (p. 178).
Les auteurs estiment que l'affluenza cause la surconsommation, une certaine « fièvre pour le luxe », des dettes, du travail en plus, des déchets et des dommages pour l'environnement. Ces pressions conduisent selon eux à des « désordres psychologiques, aliénation et un sentiment de détresse » (p. 79), entraînant les gens à se soigner avec des médicaments ou à consommer de l'alcool (p. 180).
Ils notent que de nombreux australiens ont commencé à réduire leur consommation : « ils ont pris la décision de réduire leurs revenus et placer la famille et l'amitié au-dessus de l'argent dans la définition de leurs objectifs de vie » (p. 180).

### États-Unis
La classe moyenne américaine est souvent décrite comme n'étant jamais satisfaite. Les personnes veulent acheter de nouvelles choses en permanence et ne se contentent jamais de ce qu'ils ont. Le consumérisme a été critiqué par de nombreuses catégories de personnes aux États-Unis, tels les hippies dans les années 1960 jusqu'à divers groupes religieux des années 1990.